# Ionel Dinu
Ionel Dinu (n. 11 iulie 1960, Bucsani, județul Giurgiu) este un fost jucător și antrenor de fotbal român, care a activat ca portar.
A terminat liceul de Matematică-Fizică „Dimitrie Cantemir” din București, apoi a urmat cursurile Academiei de Sport, secția de fotbal și a Facultății de Istorie București. A făcut masteratul la Relații Internaționale, Geopolitică și Administrație Publică.
A fost antrenor principal la Rocar București (1993-1994; cel mai tânăr antrenor de divizia A), consilier parlamentar (2001-2004), vicepreședinte la Consiliului Județean Giurgiu (2004-2008).
În prezent Ionel Dinu este om politic.

## Activitate
- Dinamo Victoria (1978-1983)
- SC Bacău (1983-1984)
- Dinamo Victoria (1984-1985}}
- Oțelul (1985-1987)[1]
- Dacia Unirea Brăila (1987-1991)
- Gloria Bistrița (1991-1992)
- Ceahlăul (1992-1993)

## Palmares
Ionel Dinu este al treilea portar al secolului al XX-lea care a marcat gol în divizia A, după Rică Răducanu (Rapid București) și Ianosi Boitor (Jiul Petroșani).
Are 257 de meciuri jucate pentru echipele în care a activat.
A participat la patru promovării din divizia B în divizia A cu Victoria București, Oțelul Galați, Dacia Unirea Brăila și Ceahlăul Piatra Neamț.

## Antrenori
Printre antrenorii lui Dinu se numără Nelu Nunweiller, Constantin Teașcă, Robert Cosmoc, Constantin Oțet, Remus Vlad, Valentin Stănescu, Costică Rădulescu, Bujor Hălmăgeanu, Spiridon Niculescu, Ioan Sdrobiș, Constantin Frățilă, Mircea Dridea, Florin Cheran, Ștefan Feudot și Șerban Dumitru (Tușu).